# L'Invasion des piranhas
Pour plus de détails, voir Fiche technique et Distribution.
L'Invasion des piranhas (O Peixe Assassino en portugais, Killer Fish - L'agguato sul fondo en italien) est une co-production italo-franco-brésilienne d'horreur réalisée par Antonio Margheriti en 1979.

## Synopsis
Lasky, Kate, Llyod et Warren sont quatre voleurs de diamants qui ont organisé un braquage initié par Paul Diller qui travaillait à l'époque pour cette mine de diamants.
Ils doivent attendre 60 jours avant de pouvoir récupérer la précieuse mallette de diamants jetée près d'un barrage après le braquage le temps que la police conclue l'affaire.
Rien ne se passe comme prévu, Llyod et Warren décident de récupérer la mallette de diamants pour soi-disant "regarder encore une fois les diamants" sans en avertir ses complices mais Warren se fait dévorer par des piranhas qui infestent l'eau du barrage.
Llyod court jusqu'à l'hôtel pour prévenir Lasky du drame qui lui répond de rester à l'hôtel et de ne pas s'affoler.
Lloyd prévient Hans (un complice engagé par les voleurs) et le conduit jusqu'au barrage pour qu'il plonge récupérer la mallette mais lui aussi se fait dévorer par les piranhas et embarque Llyod avec lui  qui tenta de le sortir de l'eau sous les yeux de Lasky et Kate (la fiancée de Paul Diller) qui venaient tout juste d'arriver au barrage par rapport à ce que Llyod leur a raconté la veille.
Kate terrorisée par la scène qu'elle vient juste de voir, court chez Paul Diller qui lui révèle que c'est lui qui a infesté de piranhas l'eau du barrage dès le début de son projet de braquage de la mine de diamants.
Paul Diller se doutait de la confiance de ses futurs complices, il avait donc lâché des piranhas pour "punir" ceux qui oseraient aller chercher les diamants et trahir les autres.
Cependant, Paul Diller n'est pas si loyal qu'il parait l'être car il s'empresse après la mort de trois de ses complices d'aller chercher la mallette de diamants avec Kate qui plonge pour la récupérer, armée d'une bouteille de gaz qui permet de faire fuir les piranhas.
Cependant, Lasky a bien compris qu'il s'est fait rouler par Paul Diller et Kate qui veulent garder les diamants pour eux. Soudainement une tornade apparaît, Paul et Kate demande à un bateau amarré derrière le barrage de les ramener au port mais ils étaient loin de se douter que Lasky se trouve à bord de celui-ci.
À cause de la tornade, le barrage cède et l'eau qui se déverse fait heurter le bateau contre un obstacle, ce qui ouvre une brèche dans la coque.
À partir de ce moment, Lasky et Paul se livrent une lutte sans merci dans une eau qui vient tout juste d'être infestée par les piranhas et révèle ainsi la vrai personnalité de Paul Diller qui trahit tout le monde, même sa fiancée.

## Fiche technique
- Titre original italien : Killer Fish - L'agguato sul fondo
- Titre brésilien : O Peixe Assassino
- Titre français : L'Invasion des piranhas
- Réalisé par : Antonio Margheriti
- Scénariste : Michael Rogers
- Musique : Guido De Angelis et Maurizio De Angelis
- Montage : Roberto Sterbini
- Directeur de la photographie : Alberto Spagnoli
- Création des décors : Francesco Bronzi
- Création des costumes : Adriana Berselli et Salvatore Russo
- Effets spéciaux de maquillage : Giovanni Morosi
- Effets spéciaux : Augusto Possanza et Waldomiro Reis
- Producteur : Alex Ponti
- Producteurs exécutifs : Turi Vasile, Enzo Barone et Olivier Perroy
- Compagnies de production : Fawcett-Majors Productions - Filmar do Brasil - Incorporated Television Company - Victoria Pictures Ltd.
- Compagnie de distribution : Associated Film Distribution
- Pays d'origine :  Italie -  Brésil -  France
- Langue : Anglais - Portugais
- Son : Mono
- Image : Couleurs
- Ratio écran : 1.85:1
- Négatif : 35 mm
- Genre : Horreur
- Durée : 101 minutes
- Sortie : 
  - Hong Kong : 30 juin 1979
  - Brésil : 15 octobre 1979
  - France : 23 mai 1984
- Affiche : Macario Gómez Quibus (Espagne)

## Distribution
- Lee Majors : Lasky
- Karen Black : Kate Neville
- Margaux Hemingway : Gabrielle
- Marisa Berenson : Ann
- James Franciscus : (VF : Jean Claude Michel) : Paul Diller
- Franck Pesce : Warren
- Charles Guardino : Lloyd
- Roy Brocksmith : Ollie
- Dan Pastorini : Hans
- Anthony Steffen : Max
- Fábio Sabag : Quintin
- Chico Arago : Ben
- Gary Collins : Tom

## Tournage
Le tournage a été réalisé au Brésil à Angra Dos Reis à environ 150 km de Rio de Janeiro.